# Didi Schanatji
Didi Schanatji (georgiska: დიდი სხანაჩი), Stora Schanatji, är ett berg i Georgien. Det ligger i regionen Abchazien, i den nordvästra delen av landet, 300 km nordväst om huvudstaden Tbilisi. Toppen på Didi Schanatji är 2 237 meter över havet.